# Хэтч, Ричард
Ричард Хэтч (англ. Richard Hatch, 21 мая 1945, Санта-Моника, Калифорния, США — 7 февраля 2017, Лос-Анджелес, Калифорния, США) — американский актёр.

## Биография
Наиболее известен по роли капитана Аполло в телевизионном сериале «Звёздный крейсер „Галактика“» 1978 года, за которую он был номинирован на премию «Золотой глобус».

## Избранная фильмография
- 2004—2009 — Звёздный крейсер «Галактика» / Battlestar Galactica — Том Зарек
- 1994 — Ренессанс / Renaissance — Тристан Андерсон
- 1983 — Пленники затерянной Вселенной / Prisoners of the Lost Universe — Дэн
- 1979 — «Звёздный крейсер «Галактика»: Атака сайлонов — капитан Аполло
- 1978—1979 — Звёздный крейсер «Галактика» / Battlestar Galactica — капитан Аполло
- 1978 — Звёздный крейсер «Галактика» / Battlestar Galactica — капитан Аполло
- 1976—1977 — Улицы Сан-Франциско / The Streets of San Francisco — инспектор Дэн Роббинс (в 24 эпизодах)